# 岡素世
岡 素世（おか そよ、1964年4月9日- ）は、日本の作曲家。日本作編曲家協会（JCAA）会員。別名にDJ Alice (DJ ALICE)がある。

## 経歴
4歳の時からピアノを習い始め、12歳くらいの頃から作曲を開始、中学校では吹奏楽部に入り15歳の時に自身が作曲した曲を初めて人前で披露する。
大阪音楽大学作曲科卒業後、1987年任天堂に入社し、『スーパーマリオカート』『シムシティー』『パイロットウイングス』などの楽曲を手掛ける。
1995年に退職してフリーランスとなり、アニメ、CM、ゲームなどに楽曲を提供、著書も多数発売する。一方で、講師として、エイベックス・アーティストアカデミー、コナミスクール、バンタングループ専門学校、尚美学園大学、駒沢女子大学メディア表現学科、洗足学園音楽大学で教壇に立っている。

## 作品

### ゲーム

#### 任天堂在籍時代
- アイスホッケー（1988年）[2] ※日本のファミリーコンピュータ版と欧米のNintendo Entertainment System版で一部楽曲が異なる[1]
- ファミコングランプリII 3Dホットラリー（1988年）[2]
- VS.エキサイトバイク（1988年）[2]
- ふぁみこんむかし話 遊遊記（1989年）[2]
- パイロットウイングス（1990年）[2]
- シムシティー（スーパーファミコン版、1991年）[2]
- SimCity（Nintendo Entertainment System版、発売中止）[1]
- スーパーマリオカート（1992年）[2]
- スーパーマリオコレクション（1993年）[2]
- ワリオの森（1994年）[2]

#### フリーランス時代
- ラグナキュール（1997年、ソニー・ミュージック）[2]
- バトルバグス（1997年、マニング）[2]
- ナースウィッチ小麦ちゃんマジカルて（2004年、KID）[2]
- 学校の怪談 百妖箱の封印（2004年、TDKコア）[2]
- ぞんびだいすき（2011年、チュンソフト）[2]
- pop'n music 20 fantasia（2012年、コナミ） - 楽曲『JiGSaW!』提供[2]
- Abathor（2024年、JanduSoft） - 1曲（ステージ3.2の曲）提供[3]

### アルバム
- SECOND BRAIN（2007年）
- 4star orchestra Thema BGM CD Cobito Story（2011年）
- LOOP816（2023年）

### シングル
- LOOP8A（2022年）

### アニメ
- ナースウィッチ小麦ちゃんマジカルて エンディング曲『オトメの魔法でポンデ・ケ・ワ』（2002年）※CDの作編曲も一部担当している[2]。
- 砂ぼうず エンディング曲『蜃気楼』（2005年）[2]

### CM
- 京セラ
- 三菱地所
- ヤマハ

### 書籍
- 楽らくひける9 すぐわかる楽譜とコード（1998年）
- どうなっている?コンピューターと音楽（1998年） - 共著
- かんたん講座 ぱそこんで音楽しよう!（2001年）
- 曲が弾きたい!キーボードコード基礎ブック（2005年、2011年改訂）
- 知りたい!弾きたい!キーボード（2007年、2014年改訂）
- ピアノで始める やさしい作曲法（モティーフ作りからアレンジまで）（2008年）
- DTM に役立つ音楽ハンドブック（2011年）
- 初心者のピアノ基礎教本（2011年）
- 弾きながらマスター! ピアノコード入門（2011年（2005年初出））
- キーボードの知識奏法がわかる本（2014年（2007年初出））
- サントラ、BGM の作曲法（2016年）
- つくれるサントラ BGM（CD付）（2017年）
- 歌もの・インストの作曲法（CD 付）（2019年）